# 帰ってきた侍戦隊シンケンジャー 特別幕
『帰ってきた侍戦隊シンケンジャー 特別幕』は、2010年6月21日にリリースされた東映制作のオリジナルビデオ作品。
作中でのサブタイトルは、「殿様評判記 荒野の握り 情熱系 ハイスクール ジャングルの 歌声は 宇宙に消えて… スペシャル!」。

## 概要
『獣拳戦隊ゲキレンジャーVSボウケンジャー』以来2年ぶりのスーパー戦隊Vシネマ作品であり、テレビシリーズ終了後に単独で発売されたのは本作品が初である。本作品よりVシネマ作品の正式名称が「スーパー戦隊ラストスペシャルエディション 特別版」となる。本編時間は47分。
『侍戦隊シンケンジャー』唯一のスーパー戦隊Vシネマ作品であり、『侍戦隊シンケンジャー超全集』を同梱した限定盤も発売されたほか、『轟轟戦隊ボウケンジャーVSスーパー戦隊』以来となるサウンドトラックCDも発売された。テレビシリーズ終了後に撮影されておりタイトルも「帰ってきた」となっているが、内容はテレビシリーズの後日談ではなく番外編という位置付けになっている。
時代劇・西部劇・刑事ドラマ・学園ドラマ・SFなど、文字どおりシンケンジャー6人の「七変化」が見どころとなっている。番外編という位置付けのため、テレビシリーズ終盤で登場した志葉薫と丹波歳三は登場せず、外道衆もデメバクトとナナシ以外は登場していないが、血祭ドウコク役の声優・西凜太朗と骨のシタリ役の声優・チョーがストーリーへの絡みはないものの顔出しで出演し、その肩書きを彷彿させる物を飲食したり、言動を取るといった一幕も盛り込まれた。
DVDレンタルに先駆け、2010年6月3日から9日までGYAO!で300人限定の無料オンライン試写会が実施。2010年6月28日付オリコンDVD総合週間ランキングでは『帰ってきた侍戦隊シンケンジャー 特別幕 超全集版』が特撮作品初の首位獲得、同様に6月21日付DVD総合デイリーランキングでも首位となった。

## あらすじ
時代劇やウェスタン、刑事など、あらゆる世界で当たり前のようにそれぞれの役目を果たす丈瑠たち。
その世界はアヤカシデメバクトの作り上げた幻の世界であった。彼らはデメバクトとの戦いの最中、その術により閉じ込められてしまったのだ。
シンケンジャーは目まぐるしく変わるデメバクトの世界に惑わされながらも聞こえる彦馬の声で自分たちの正体を思い出し、元の世界への帰り道を模索する。

## オリジナルキャラクター
銀志郎（）
ゴールド寿司のライバル店・シルバー寿司の元店主。
過去に料理対決で源太の父を破ったことがあり、そのことを聞いていた源太から勝負を挑まれた。
与力
町人を利用して私腹を肥やすことを企む悪徳役人。
越後屋の主に自らの罪を擦り付ようとしており、邪魔に入った丈瑠たちを狼藉者として切り捨てようとする。
唐井
指名手配中の連続強盗犯。
丈瑠を人質に取って立てこもり、流ノ介たちの説得に耳を貸さなかった。

### 外道衆
デメバクト
幻覚を操る能力を持ったアヤカシ。人間を光の帯で捕らえ、幻の世界に閉じ込める術を持つ。閉じ込められた人間は欲望や願望が入り交じった非現実的な幻を巡り、本当の最期を迎えてしまう。妖怪手の目の伝承の元になったとされる。賽転灯籠槍（）を武具に持つ。
- スーツはテレビシリーズに登場したイサギツネを改造したもの。デザインを担当した篠原は、ストーリーからすごろくを、名前のバクト（博徒）から花札を連想し、それらの要素である牡丹と唐獅子も入れ込み、それらを縁起物の熊手のように配し、立体的に構成している。モチーフとなった妖怪はサイコロからの連想で「手の目」となったが、逆の発想で手が目となっている。

宇宙ナナシ（）
「殿様評判記 荒野の握り 情熱系 ハイスクール ジャングルの 歌声は 宇宙に消えて…」に登場。宇宙船を襲撃した宇宙仕様のナナシ連中。

## 装備・戦力
海老六輪弾（）
海老ディスクをセットした烈火大斬刀・大筒モードから寿司ディスクを含む6枚のディスクのモヂカラを海老型のエネルギーとして打ち出す。
玩具版の烈火大斬刀ではディスクをセットするシリンダー部分の長さが足りないため再現不可能。
シンケンマル・サカナマル六連斬り
秘伝ディスクをセットしたシンケンマルとサカナマルで6人が連続で斬り付ける。
それぞれの攻撃の前後には各自のモヂカラが描かれた襖が開閉する演出がなされる。

## スタッフ
- 原作：八手三郎
- 監督：柴﨑貴行
- 脚本：小林靖子
- 撮影：大沢信吾
- 音楽：高木洋
- 音楽プロデュース：Project.R
- プロデュース：佐々木基（テレビ朝日）、加藤和夫（東映ビデオ）、宇都宮孝明・大森敬仁（東映）、矢田晃一・深田明宏（東映エージエンシー）
- アクション監督：石垣広文（ジャパンアクションエンタープライズ）
- 制作：テレビ朝日、東映ビデオ、東映、東映エージエンシー

## キャスト
- 志葉丈瑠 / シンケンレッド：松坂桃李
- 池波流ノ介 / シンケンブルー：相葉弘樹
- 白石茉子 / シンケンピンク：高梨臨
- 谷千明 / シンケングリーン：鈴木勝吾
- 花織ことは / シンケンイエロー：森田涼花
- 梅盛源太 / シンケンゴールド：相馬圭祐
- 銀志郎：マイケル富岡
- 与力：谷本一
- 越後屋：田口主将
- 唐井：森里一大
- 酒を飲んでいる酔っぱらい[注釈 3]： 西凜太朗（友情出演）
- イカを持った酔っぱらい[注釈 3]： チョー（友情出演）
- 日下部彦馬：伊吹吾郎

### 声の出演
- 司会者：内匠靖明
- ダイゴヨウ：遠近孝一
- ナレーション：宮田浩徳
- デメバクト：陶山章央

### スーツアクター
- シンケンレッド[9] - 福沢博文
- シンケンブルー[9] - 押川善文
- シンケンピンク[10] - 人見早苗
- シンケングリーン[9] - 竹内康博
- シンケンイエロー[10] - 橋口未和
- 岡元次郎
- 日下秀昭
- おぐらとしひろ
- 村岡弘之
- 大林勝
- 中川素州
- 神尾直子
- 橋本恵子
- 野川瑞穂
- 五味涼子
- 田中宏幸
- 村岡友憲
- 高橋玲
- 玄也
- 高田将司
- 横田遼
- 藤田慧
- 大岩剣也
- 遠藤誠
- 片伯部浩正
- 渡辺隼斗
- 神前元
- 小野友紀
- 佐藤太輔
- 浅井宏輔
- 岡田和也
- 中村博亮

## 音楽
主題歌「四六時夢中シンケンジャー」
作詞：藤林聖子 / 作曲：高取ヒデアキ / 編曲：Project.R（籠島裕昌） / 歌：高取ヒデアキ (Project.R)
挿入歌
「ナデシコ真剣 花吹雪」
作詞：藤林聖子 / 作曲：押谷沙樹 / 編曲：亀山耕一郎 / 歌：白石茉子（高梨臨）
「侍戦隊シンケンジャー」
作詞：藤林聖子 / 作曲：YOFFY / 編曲：Project.R（大石憲一郎・サイキックラバー） / 歌：サイキックラバー (Project.R)

## ネット配信
東映特撮 YouTube Official
「夏休み特別企画」のラインナップの一つとして、2019年8月31日から9月30日までの期間限定で無料配信が実施された。